# Velika nagrada Generala Juana Peróna 1952
Velika nagrada Buenos Airesa 1952 je bila druga neprvenstvena dirka Formule 1 v sezoni 1952. Odvijala se je 9. marca 1952 na dirkališču Autódromo Oscar Alfredo Gálvez.

## Dirka
| Poz | Dirkač                  | Dirkalnik           | Krogi | Čas/Odstop |
| --- | ----------------------- | ------------------- | ----- | ---------- |
| 1   | Juan Manuel Fangio      | Ferrari 166 FL      | 30    | 1.17'19.2" |
| 2   | José Froilán González   | Ferrari 166C        | 30    | 1.17'19.4" |
| 3   | Chico Landi             | Ferrari 125C        | 30    | 1.19’16.5” |
| 4   | Jorge Daponte           | Maserati 4CLT       | 29    | 1.18'03.0" |
| 5   | Eitel Cantoni           | Maserati 4CLT       | 29    | 1.18'47.4" |
| 6   | Carlos Menditeguy       | Maserati 4CLT       | 28    | 1.17'40.2" |
| 7   | Asdrubal Fontes Bayardo | Maserati 4CLT       | 28    | 1.17'53.2" |
| 8   | Hector Niemitz          | Alfa Romeo 8C-2900A | 27    | 1.19’25.4” |
| 9   | Ruben Abrunhosa         | Ferrari 125         | 27    | 1.19’25.9” |
| Ods | Alfredo Pián            | Maserati 4CLT       | 19    |            |
| Ods | Clemar Bucci            | Alfa Romeo 12C-37   | 10    |            |
| Ods | Pinheiro Pires          | Talbot T26C         | 6     |            |
| Ods | Nello Pagani            | Maserati A6 GCM     | 5     |            |
| Ods | André Simon             | Simca-Gordini T15   | 3     |            |
| Ods | Robert Manzon           | Simca-Gordini T15   | 1     |            |
| Ods | Alberto Crespo          | Talbot T26C         |       |            |
| Ods | Rodriguez               | Maserati            |       |            |
| Ods | Adolfo Schwelm Cruz     | Alfa Romeo Tipo 308 |       |            |
| DNS | Francisco Marques       | Maserati 4CLT       |       |            |